# Кальтенбруннер, Карл-Адам
Карл-Адам Кальтенбруннер (нем. Carl Adam Kaltenbrunner; 30 декабря 1804, Энс, Австрийская империя — 5 января 1867, Вена, Австрийская империя) — австрийский народный поэт.
Написал: «Obderensische Lieder» (1845); «Alm und Cither» (1848); «Oesterreichische Feldlerchen» (1857); «Die drei Tannen» (народная драма, 1862); «Aus dem Traungau» (Вена, 1863). Посмертные издания: «Oberösterr. Gedichte» (Лпц., 1878); «Ob der Enns Austria» (1880); «Geschichten aus Oberösterreich» (1880).
Карл-Адам был прадедом одного из нацистских лидеров, Эрнста Кальтенбруннера.